# Xyletobius submimus
Xyletobius submimus är en skalbaggsart som beskrevs av Perkins 1910. Xyletobius submimus ingår i släktet Xyletobius och familjen trägnagare. Inga underarter finns listade i Catalogue of Life.